# Једносмерна струја
Једносмерна струја (енгл. direct current; DC) је физичка појава протока електричног наелектрисања од вишег ка нижем потенцијалу и непроменљивог је смера. Ово се обично дешава у проводницима, али наелектрисање такође може да тече и кроз полупроводнике, изолаторе и чак у вакууму као електрични млаз. Код једносмерне струје, наелектрисање тече у истом правцу, за разлику од наизменичне струје.
Прву комерцијалну мрежу за пренос електричне енергије је развио Томас Едисон крајем 19. века користећи једносмерну струју. Због тога што је наизменична струја много погоднија за пренос и дистрибуцију од једносмерне, данас скоро сви системи за пренос електричне енергије користе наизменичну струју, према идеји и реализацији Николе Тесле.
Скраћенице AC и DC се често користе за означавање наизменичне и једносмерне струје, у контексту јачине или напона струје.
Једносмерна струја се може добити конвертовањем наизменичне струје помоћу исправљача, који садржи електронске елементе (обично) или електромеханичке елементе (историјски) који дозвољавају струји да тече само у једном правцу. Једносмерна струја се путем инвертора може претворити у наизменичну струју.
Једносмерна струја има мноштво примена, од пуњења батерија до великих напајања за електронске системе, моторе и још много тога. Веома велике количине електричне енергије у облику једносмерне струје се користе за топљење алуминијума и друге електрохемијске процесе. Такође се користи за неке видове железнице, посебно у урбаним срединама. Високонапонска једносмерна струја се користи за пренос великих количина енергије са удаљених локација или за унакрсно повезивање мрежа са наизменичном струјом.

## Историја
Једносмерна струја је произведена 1800. године заслугом италијанског физичара Алесандра Волта, помоћу његових галванских елемената. Природа струје као физичке појаве још увек није била разјашњена. Француски физичар Андре-Мари Ампер је претпостављао да струја путује у једном смеру од позитивног до негативног напона. Када је француски произвођач инструмената Иполит Пикси изградио први динамо електрични генератор 1832. године, он је открио да док је магнет пролазио кроз намотаје жице у сваком полукругу је долазило до преокрета смера електричне струје, чиме се стварала наизменична струја. На предлог Ампера, Пикси је касније додао комутатор, врсту „склопке” у којој контакти на осовини делују путем контактних „четки” ради продукције једносмерне струје.
Крајем 1870-их и почетком 1880-их година почела се производити електрична енергија у електранама. Оне су првобитно грађене ради напајање електролучног осветљења (популарног типа уличне расвете) које функционише на врло високом напону (обично већем од 3000 волти) једносмерне или наизменичне струје. Након тога је уследила широка употреба једносмерне струје ниског напона за унутрашњу електричну расвету у пословним просторијама и приватним домовима, након што је проналазач Томас Едисон 1882. године отпочео пружање комуналних услуга базираних на његовој електричној сијалици. Због значајних предности наизменичне струје над једносмерном струјом, путем примене трансформатора за подизање и спуштање напона ради омогућавања преноса на много већа растојања, једносмерна струја је током наредних неколико деценија замењена наизменичном струјом у испоруци електричне енергије. Средином педесетих година прошлог века развијен је пренос високог напона за једносмерну струју, и данашње време то је алтернативна опција системима високих напона наизменичне струје при преносу на велика растојања. При примени подморских каблова за премошћавање велики удаљености (нпр. између земаља, као што је НорНед), примена једносмерна струје је једина технички изводива опција. За апликације које захтевају једносмерну струју, као што су електроенергетски системи с трећом шином, наизменична струја се дистрибуира на трафостанице, која користи исправљач за претварање у једносмерну струју.

## Различите дефиниције
У електротехници, термин једносмерна струја је обично синоним за константну струју. На пример, напон на крајевима једносмерног напонског извора је константан без обзира на промену отпорности потрошача којом се оптерећује извор.. Таква једносмерна струја има константан напон, али струја може варирати у складу са Омовим законом. Могуће је потрошач прикључити и на константан струјни извор, када ће струја кроз отпорник бити непроменљива без обзира на могућу промену отпора потрошача, што са друге стране изазива промену напона. У идеалној ситуацији, када се непроменљиви отпорник повеже на константни извор (било напонски било струјни) струја која тече кроз њега и напон на његовим крајевима су временски непроменљиви.
Појам једносмерне струје се понекад везује уз појам непроменљивог поларитета. Уз ову дефиницију, напон једносмерне струје може да се мења током времена али је све време један крај на позитивнијем потенцијалу од другог и може пасти на нулу, али не сме променити поларитет. Такав је необрађен напон на излазу исправљача или флуктуирајући звучни сигнал у телефонској линији.
Може се доказати да се сложени периодични таласни облик струје и напона у линеарној средини Фуријеовом трансформацијом може раставити на суму једносмерне компоненте и компоненте коју чини синусоидална (простопериодична) временски променљива струја. Средња вредност временски променљиве компоненте је нула.
Неки облици једносмерне струје (као они које производи регулатор напона) скоро да немају варијације у напону, али можда још увек имају варијације у излазној снази и струји.

### Хемијски извори
Хемијски извори су били први генератори који су у дужем временском интервалу могли да произведу електричну струју. Италијан Луиђи Галвани, професор анатомије, је приметио да се ноге мртве жабе грче када их је спојио са два комада различитог метала. Алесандро Волта, професор физике, је био убеђен да узрок грчењу треба тражити у електричној струји коју производе ти метали. После многих експеримената, он је 1800. изумео Волтин стуб. Волта је нагомилао плочице од бакра и гвожђа једне на друге, а између њих је ставио папирне улошке претходно умочене у слану воду. То је произвело струју и представљало је прву батерију.
Постоје десетина врста хемијских извора који се међусобно разликују по употребљеним металним електродама и електролитима, а тиме и својим електричним особинама. Хемијски извори се деле на примарне и секундарне изворе. Примарни извори се могу употребити само једном, док се секундарни извори могу пунити пропуштањем једносмерне струје у супротном смеру. Пошто су извори овакве врсте способни да акумулирају енергију, они су добили име акумулатори. Сви хемијски извори имају заједничку особину да ако кроз њих постоји струја као последица њихове електромоторне силе (или у случају секундарних извора као последица спољашњег прикљученог напона који делује супротно од те ЕМС), обавезно долази до хемијских промена на електролиту или на електродама. У многим случајевима долази до издвајања неког гаса (на пример, водоника) на једној од електрода. Поред још неких ефеката мехурићи гаса образују око електроде изолациони слој, због чега струја кроз извор постепено слаби и на крају сасвим нестаје.
Данас се од примарних извора највише користи цинк-угљеничне батерије и алкалне батерије. Оловни и челични акумулатори примену налазе у аутомобилима, а никл-кадмијумске и литијум-јонске батерије се користе у мобилним телефонима.

### Електромагнетски извори
У ове спадају електрични генератори једносмјерне струје. Путем електромагнетске индукције, измјенични напон је произведен у ротору (арматури) и преко комутатора претворен у истосмјерни напон за даљу употребу.

### Електростатички извори
Кондензатори разних облика у којима је похрањена енергија могу послужити као краткотрајни извори истосмјерне струје.
Код већих капацитета и напона, енергија пражњења може бити неугодна или смртоносна.

## Примене
Инсталације једносмерне струје обично имају другачије типове утичница, склопки и инсталационог прибора од оних којих се користе за наизменичне струје, највише захваљујући малом напону за који се користе. Обично је код једносмерне струје важно да се не обрне поларитет осим ако уређај има исправљачки мост да исправи ово (највећи број уређаја који користе батерије немају ово).
Пренос електричне енергије једносмерном струјом високог напона се користи за пренос енергије на велике раздаљине и за подморске каблове, са напонима од неколико kV до MV.
Једносмерна струја се често среће у уређајима који користе ниске напоне, нарочито тамо где се они напајају из батерија или сунчевих ћелија, пошто оне могу да производе само једносмерну струју. Већина уређаја са сопственим напајањем користи једносмерну струју, иако су алтернатори наизменични уређаји који користе исправљаче да произведу једносмерну струју. Већина електронских кола захтева једносмерно напајање. Уређаји који користе гориве ћелије (ПЕМ ћелија од мешавине водоника и кисеоника уз помоћ катализатора производи електрицитет и воду као споредан производ) такође дају само једносмерну струју.
Већина телефона је повезана упреденим парицама и изнутра раздваја наизменичну компоненту напона (аудио сигнал) од једносмерне компоненте напона (који се користи да напаја телефон).
Рачунари се прикључују на стандардне прикључке (наизменичног напона) 220V, али се у исправљачкој јединици генеришу једносмерни напони од +3.3V, +5V, +12V, -5V, -12V који се разводе до потрошача у унутрашњости рачунара. Телекомуникациона опрема користи стандард -48V једносмерне побуде. Негативан поларитет је постигнут уземљењем позитивног краја напојног система и батерије.